# Vaire-Arcier
Vaire-Arcier ist eine ehemalige französische Gemeinde im Département Doubs in der Region Bourgogne-Franche-Comté. Sie wurde mit Wirkung vom 1. Juni 2016 mit Vaire-le-Petit zur Commune nouvelle Vaire zusammengelegt.

## Geographie
Vaire-Arcier liegt auf 256 m, etwa elf Kilometer ostnordöstlich der Stadt Besançon (Luftlinie). Die Doppelgemeinde erstreckt sich im Doubstal auf der linken südlichen Seite des Flusses, am nordwestlichen Rand des Juras, am Nordfuß der Jura-Randkette (Côte).
Die Fläche des 12,78 km² großen Gemeindegebiets umfasste einen Abschnitt des Doubstals. Die nördliche Grenze verlief entlang dem Doubs, der hier durch eine rund 1,5 Kilometer breite, flache Talniederung nach Westen fließt und gleichzeitig die Wasserstraße des Rhein-Rhône-Kanals bildet. Vom Flusslauf erstreckt sich das Gemeindeareal nach Süden über die flache Talniederung und den angrenzenden bewaldeten Steilhang, der an mehreren Orten von Kalkfelsbändern durchzogen wird, bis auf den Kamm der Jura-Randkette. Diese stellt in geologisch-tektonischer Hinsicht eine Antiklinale des Faltenjuras dar und ist gemäß der Streichrichtung des Gebirges in dieser Region in Richtung Westsüdwest-Ostnordost orientiert. Auf dem breiten, dicht bewaldeten Kamm der Côte wird mit 561 m die höchste Erhebung von Vaire-Arcier erreicht.
Die Gemeinde bestand aus den Ortsteilen Vaire (256 m), Arcier (250 m) und Corcelles (260 m), im Tal des Doubs am Nordfuß der Côte gelegen. Nachbarorte von Vaire-Arcier sind Novillars, Vaire-le-Petit und Deluz im Norden, Osse im Osten, Nancray und Gennes im Süden sowie Chalèze und Roche-lez-Beaupré im Westen.

## Geschichte
Das vormalige Gemeindegebiet von Vaire-Arcier war vermutlich bereits während der Römerzeit besiedelt. Die Quellen von Arcier wurden damals gefasst und dienten der Wasserversorgung von Vesontio (Besançon). Überreste der römischen Wasserleitung sind noch heute sichtbar.
Vaire unterstand seit dem Mittelalter der Herrschaft Montfaucon, während Arcier eine kirchliche Herrschaft unter dem Erzbischof von Besançon bildete. Zusammen mit der Franche-Comté gelangten beide Ortschaften mit dem Frieden von Nimwegen 1678 definitiv an Frankreich. Im Jahr 1974 fusionierten die beiden vorher selbständigen Gemeinden Vaire-le-Grand und Arcier zur Doppelgemeinde Vaire-Arcier.

## Sehenswürdigkeiten
Die einschiffige Kirche von Vaire wurde im 18. Jahrhundert im klassischen Stil erbaut. In Vaire-le-Grand steht das Schloss, das im 18. Jahrhundert an der Stelle eines spätmittelalterlichen Vorgängerbaus errichtet wurde. Es ist von einem großen französischen Garten umgeben und dient heute als Seniorenheim. Auch in Arcier befindet sich ein Schloss, das im 19. Jahrhundert erbaut wurde und zu dem ein Jagdhaus (Pavillon de Saint-Marc) aus dem 17. Jahrhundert gehört. Das Chalet du Caprice stammt aus dem 19. Jahrhundert.
In der Nähe des Ortsteils Arcier befinden sich die Quellen von Arcier.

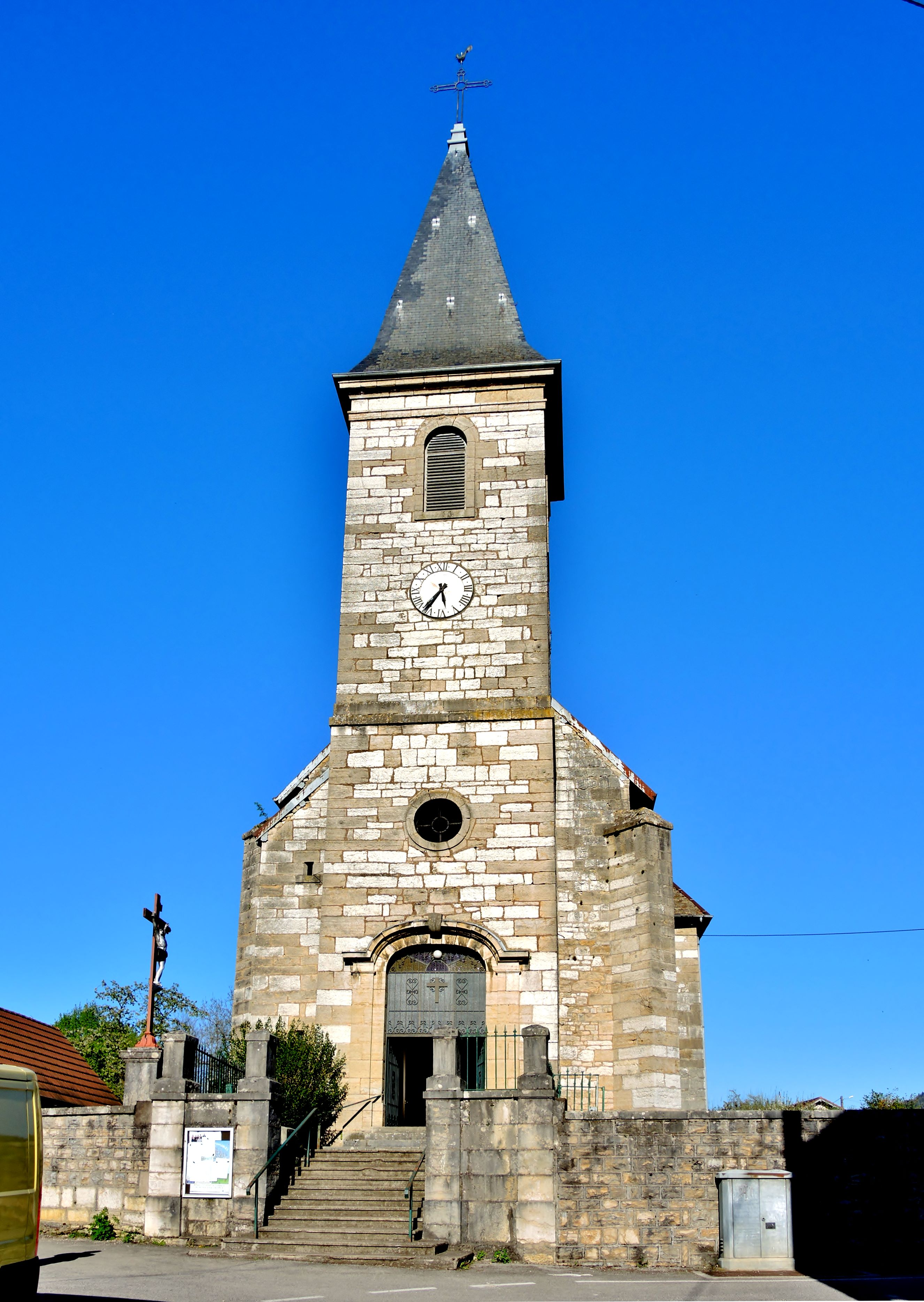
Eglise Saint Pierre et Saint Paul
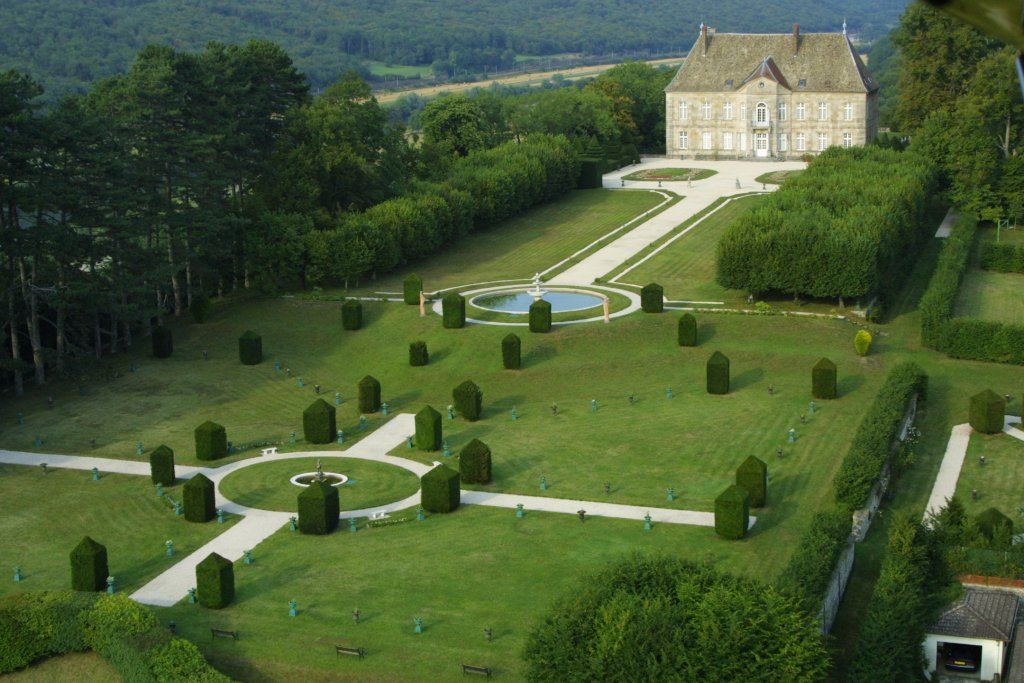
Schloss Vaire-le-Grand

## Bevölkerung
| Bevölkerungsentwicklung | Bevölkerungsentwicklung |
| Jahr                    | Einwohner               |
| ----------------------- | ----------------------- |
| 1962                    | 356                     |
| 1968                    | 360                     |
| 1975                    | 384                     |
| 1982                    | 449                     |
| 1990                    | 474                     |
| 1999                    | 526                     |
| 2005                    | 515                     |
| 2014                    | 553                     |

Mit zuletzt 553 Einwohnern (Stand 1. Januar 2014) gehörte Vaire-Arcier zu den kleinen Gemeinden des Départements Doubs. Nachdem die Einwohnerzahl in der ersten Hälfte des 20. Jahrhunderts stets im Bereich zwischen 310 und 410 Personen gelegen hatte, wurde seit Beginn der 1970er Jahre ein deutliches Bevölkerungswachstum verzeichnet.

## Wirtschaft und Infrastruktur
Vaire-Arcier war bis weit ins 20. Jahrhundert hinein ein vorwiegend durch die Landwirtschaft (Ackerbau, Obstbau und Viehzucht), die Forstwirtschaft und die Fischerei geprägtes Dorf. In Arcier bestand früher eine Papiermühle. Daneben gibt es heute einige Betriebe des lokalen Kleingewerbes. Mittlerweile hat sich das Dorf auch zu einer Wohngemeinde gewandelt. Viele Erwerbstätige sind deshalb Wegpendler, die in der Agglomeration Besançon ihrer Arbeit nachgehen.
Die Ortschaft ist verkehrstechnisch gut erschlossen, obwohl sie abseits der größeren Durchgangsstraßen liegt. Die Hauptzufahrt erfolgt von Vaire-le-Petit an der Hauptstraße N83, die von Besançon nach Montbéliard führt. Der nächste Anschluss an die Autobahn A36 befindet sich in einer Entfernung von ungefähr zehn Kilometern. Weitere Straßenverbindungen bestehen mit Chalèze und Osse.